# Maximo (videogioco)
Maximo (マキシモ?, Makishimo), conosciuto in America del Nord come Maximo: Ghosts to Glory, è un videogioco a piattaforme hack & slash realizzato per PlayStation 2 da Capcom.
Il gioco è ambientato nell'universo di Ghosts 'n Goblins e vanta alcuni personaggi esclusivi ideati dall'illustratore giapponese Susumu Matsushita. Fa parte della serie Greatest Hits per Playstation 2. Il gioco ha avuto un sequel, Maximo vs. Army of Zin, e successivamente è stato distribuito anche su PlayStation Network per PlayStation 3 nel 2011.

## Trama
Maximo, un re coraggioso, cerca di salvare la Regina Sophia dal malvagio Re Achille, il quale ha risvegliato il potere dei non-morti. Achille si rivela troppo potente per Maximo e lo sconfigge, uccidendolo. Errando nell'aldilà, Maximo viene avvicinato dal Cupo Mietitore, il quale gli rivela che Achille sta utilizzando un macchinario per penetrare nel sottosuolo ed arrivare fino all'aldilà, reclutando nuovi elementi per il suo esercito di non-morti. Sentendo in pericolo la propria posizione, il Cupo Mietitore si offre di riportare in vita Maximo, a patti che questi sconfigga Achille.

## Modalità di gioco
Maximo si svolge in un mondo tridimensionale dinamico. Il protagonista controllato dal giocatore può muoversi liberamente correndo, saltando o progredendo accovacciato. Il gioco si basa sullo sconfiggere grosse quantità di nemici utilizzando lo scudo e la spada, varie combo e mosse speciali.
Come negli altri capitoli della serie Ghosts, Maximo combatte indossando un'armatura. Se egli viene colpito, perde una certa quantità di pezzi dell'armatura, fino eventualmente ad indossare solo i propri boxer; dopodiché un ennesimo colpo ricevuto porta alla perdita di una vita. Se Massimo perde tutte le proprie vite, può continuare a combattere pagando Monete della Morte al Tristo Mietitore. Ogniqualvolta egli perde tutte le sue vite, il pagamento richiesto per tornare in vita aumenta.
Il gioco contiene altri riferimenti alla serie Ghosts, ad esempio la trasformazione del protagonista in un animale qualvolta egli venga colpito da un incantesimo.
Il gioco è diviso in 5 mondi: il Cimitero, The Grat Dank (letteralmente "Il Grande Umido"), il Cimitero delle Navi, il Reame degli Spiriti ed il Castello Maximo. Ogni mondo è diviso in quattro livelli da superare e successivamente un boss da affrontare.

## Sviluppo e pubblicazione
Maximo è un tentativo di unire l'universo di Ghosts & Goblins con i disegni in stile manga dell'illustratore Susumu Matsushita. Il gioco era dapprima previsto per Nintendo 64, ma è stato bloccato per diversi anni, successivamente trasferito su Dreamcast e poi ancora su Playstation 2.
Il concept del gioco è stato crato da David Siller, capo di Capcom Digital Studio, che volle realizzare un gioco con gameplay "old school". Il team artistico mise particolare enfasi sul design dei personaggi e dell'ambiente.
La musica di gioco, che cambia da livello a livello, include remix registrati in orchestra di canzoni di Ghouls 'n Ghosts e Ghosts 'n Goblins realizzate da Tommy Tallarico.
Maximo è stato presentato all'E3 del 2001; è stato pubblicato alla fine dello stesso anno in Giappone e successivamente nel 2002 negli Stati Uniti ed in Europa.

## Accoglienza
| Testata                           | Giudizio |
| --------------------------------- | -------- |
| GameRankings (media al 12-8-2018) | 84.87%   |
| Metacritic (media al 12-8-2018)   | 84/100   |
| Famitsū                           | 31/40    |
| Game Informer                     | 9/10     |
| GameSpot                          | 7.9/10   |
| IGN                               | 9.2/10   |

Maximo è stato ben accolto dalla critica, a parte qualche critica sulla difficoltà del titolo. I punti di salvataggio si trovano solo in determinati punti dei livelli, alcuni dei quali criticati per essere troppo difficili e complessi da raggiungere. Ghost to Glory divenne una delle Greatest Hits di PlayStation 2 negli Stati Uniti vendendo più di 400 000 copie in Nord America.
IGN inserì Maximo al 6º posto nella top ten dei giochi più difficili della PlayStation 2.

## Seguito
Un sequel intitolato Maximo vs. Army of Zin è uscito nel 2003, sempre su PlayStation 2. Un terzo gioco della serie risultò in produzione nel 2004 ma venne successivamente cancellato.